# Pal Joey
Pal Joey  är en amerikansk musikalfilm från 1957 i regi av George Sidney. Filmen är löst baserad på musikalen med samma namn från 1940, som i sin tur bygger på en roman av John O'Hara. I huvudrollerna ses Rita Hayworth, Frank Sinatra och Kim Novak. 

## Handling
Filmen handlar om sångaren och kvinnokarlen Joey Evans som hamnar mitt emellan en ung oskyldig flicka och en förmögen änka. 

## Rollista i urval
- Rita Hayworth - Vera Prentice-Simpson
- Frank Sinatra - "Pal" Joey Evans
- Kim Novak - Linda "The Mouse" English
- Barbara Nichols - Gladys
- Bobby Sherwood - Ned Galvin
- Hank Henry - Joe Muggins

## Musik i filmen i urval
- "I Didn't Know What Time It Was", Frank Sinatra
- "Zip", Rita Hayworth (dubbad av Jo Ann Greer)
- "I Could Write a Book", Frank Sinatra & Kim Novak (dubbad av Trudy Stevens)
- "The Lady Is a Tramp", Frank Sinatra
- "Bewitched, Bothered and Bewildered", Rita Hayworth (dubbad av Jo Ann Greer)
- "My Funny Valentine", Kim Novak (dubbad av Trudy Stevens)